# Simping (île)
Simping, en indonésien Pulau Simping, est une île d'Indonésie située dans le kabupaten (département) de Singkawang dans la province de Kalimantan occidental, au large de Bornéo.
Simping est la plus petite île du monde enregistrée auprès de l'ONU[réf. nécessaire]. Son nom précédent était Pulau Kelapa Dua ou « l'île aux deux cocotiers ».[réf. souhaitée]
On trouve sur Simping un temple chinois. La province, et en particulier Singkawang, possèdent une forte population d'origine chinoise. L'île est à 2 ou 3 heures de route de Pontianak, la capitale provinciale.